# Sobó Jenő
Sobó Jenő (Hodrusbánya, 1853. március 15. – Sopron, 1920. október 31.) vaskohómérnök, magyar királyi főbányatanácsos, akadémiai tanár, építészeti szakíró.

## Élete
A selmecbányai akadémián tanult, és 1877-ben oklevelet szerzett. Tanulmányainak elvégzése után vasgyári mérnök lett, és tevékeny részt vett a kincstári vasgyárak rekonstruálásában és kiépítésében. 1892-től a Magyar Királyi Bányászati és Erdészeti főiskola rendes tanára volt, egyben az erdészeti és bányászati egyesület ügyvivő alelnöke.

## Művei
Irodalmi munkásságát 1878-ban a Bányászati és Kohászati Lapokban kezdte meg, ahol számos szakcikke jelent meg. 1894-ben az országos erdészeti egyesület megbízta az Erdészeti építéstan megírásával. Cikke a Hontvármegye monográfiájában (Magyarország vármegyéi. Budapest, 1907. Magyar királyi bányászati és erdészeti főiskola) jelent meg.

## Nyomtatásban megjelent művei
- Középítéstan. Az erdészeti építéstan első része. Az országos erdészeti egyesület által 100 arany pályadíjjal jutalmazott munka. Szöveg közé nyomott 2494 ábrával. Selmecbánya, 1898–99, két kötet
  - → reprint kiadás: Históriaantik Könyvesház, Budapest, 2012
- A drótkötél-pályákról. Selmecbánya, 1898 (Németül. Selmecbánya, 1900)
- Út-, vasút- és híd-építéstan. Az erdészeti építéstan második része. Az országos erdészeti egyesület által 50 arany pályadíjjal jutalmazott munka. Szöveg közé nyomott 1083 ábrával. Selmecbánya, 1900.
- Emlékezés Soltz Vilmos fölött. Tartotta Budapesten 1902. szept. 21. Selmecbánya, 1902
- Selmeczbánya Sz. Kir. város társadalma, ipara és kereskedelme a XVI. század második felében, Budapest, 1910
  - → reprint kiadás: Históriaantik Könyvesház, Budapest, 2013